# Органоминеральные удобрения
Органоминеральные удобрения — «гуминовые удобрения, состоящие из органического вещества и связанных с ним химически или адсорбционно-минеральных соединений». Для производства органоминеральных удобрений гуминовые кислоты или другие органические материалы, включая торф, бурый уголь, илы, сланцы, перегной, обрабатывают минеральными соединениями содержащими азот, фосфор и калий. Наименования органоминеральных удобрений дают по входящим в их состав компонентам, например: гумофос, гумофоска, торфоаммиачные удобрения (ТАУ), торфоминерально-аммиачные удобрения (ТМАУ), гуматы натрия и аммония и другие.
Классификатор ОКПД2 Общероссийский классификатор продукции по видам экономической деятельности включил гуминовые удобрения в "Пестициды и агрохимические продукты прочие " Письмо Министерства сельского хозяйства РФ от 27 февраля 2018 г. N 19-Г-554/ОТ О процедуре государственной регистрации агрохимиката.